# Povo
povo（ポヴォ）とは、KDDI・沖縄セルラー電話連合が2021年3月23日に導入した携帯電話の料金プランの名称である。サービス運営会社は、 KDDI Digital Life株式会社である。

## 概要
2020年12月にNTTドコモが発表した新料金プラン「ahamo」や、ソフトバンクが発表した「SoftBank on LINE」（2021年2月18日にLINEMOに改名）に対抗したKDDI・沖縄セルラー電話のオンライン申し込み形式の新料金プランで、2021年1月13日に発表された。
「povo」は、英語で「新たな視点」を意味する「point of view」と、ラテン語で「卵から」、「最初から」を意味する「ab ovo」が由来で、顧客のニーズに合わせて、料理のようにトッピングができることをコンセプトとしている。前述の「卵」をモチーフとしたオリジナルキャラクター（名称不定）がおり、トッピングによって翼が生えるなど姿形が変化する。
KDDIと、シンガポールの通信企業である「Circles.Life」との協業でサービスを展開する。当初はKDDIとCircles Lifeが合弁会社を設立の上で仮想移動体通信事業者（MVNO）として、新ブランドを展開すると2020年10月に発表していたが、KDDI代表取締役社長の髙橋誠は「社会的な動きや他社の動向に対抗するには、auでやったほうが良い」として、KDDIが直接サービスを提供する形に事実上修正した。
KDDIは若年層の多くが主にLINEなどの通話アプリを活用している現状を踏まえ、ドコモのahamoには含まれている5分間の通話無料をオプション化することで、ahamoの料金より月額500円下げている。
なお、LINEMOと同様、物理カードを使わないeSIMでの契約に対応している。
2021年9月29日から料金体系を利用期間やデータ量に応じ利用者自身でトッピングという形でカスタマイズできる仕様の「povo2.0」に変更された。。
サービス開始当初は「povo on au」の名称やロゴも使われていたが、「povo2.0」移行時に「on au」の表記が外れた。

## 導入への経緯
KDDI・沖縄セルラー電話は、2014年12月に、メインブランドのauとは別の、UQ mobileというサブブランドを導入し、ソフトバンクと同様に、サブブランドでライトユーザー向けのサービスを展開してきた。
そのような状況下、2020年9月、大手携帯電話会社に携帯電話の月額料金値下げを強く要求する菅義偉内閣が発足し、ドコモ、KDDI、ソフトバンクの大手3キャリアは要求に応える必要を迫られた。しかし、メインブランドであるauでの値下げによる料金収入低下を避けたいKDDI・沖縄セルラーは、2020年10月28日、菅内閣からの要求に応えた形で、サブブランドであるUQ mobile向けに、20GBで税抜月額3,980円というプランを発表した。これに対し、菅内閣の総務大臣である武田良太は、ソフトバンクとともに、メインブランドで値下げを行おうとしないKDDIらの姿勢を批判した。
一方、これまでサブブランドを持っていなかったドコモは、前述の武田良太からの批判を避ける形で、2020年12月3日、サブブランドとしてではなく、あくまでメインブランドとしての位置づけで、「ahamo」という従来プランとは分離された新料金プランを発表した。ドコモ既存プランからahamoへの移行時の費用が無料であったことから、武田を始め、内閣総理大臣の菅義偉もドコモのahamoの導入を評価した。
また、ahamoは、携帯電話業界でこれまで慣習化していた契約後の最初の数か月間、1年間などといった期間限定割引や各種セット割引適用時の料金表記を止め、どのユーザーでも同じ料金を実現したことから、料金面でのインパクトも大きく、メインブランドでの大幅値下げを打ち出せていなかったKDDIやソフトバンクにとっては大きな衝撃となった。
ソフトバンクも2020年12月22日にahamoに対抗する形で、すでにグループ傘下に収めていたLINEモバイルの吸収合併後に展開予定の新プラン「SoftBank on LINE」（2021年2月18日の発表でLINEMOに変更）を発表した。
なお、KDDIはドコモがahamoを発表した6日後の2020年12月9日に発表したau向けの新料金プラン「データMAX 5G with Amazonプライム」が、複雑である上、これまでの慣習通り、期間限定割引や各種セット適用時の料金表記をしていたことから、「期待外れ」という批判の声が多く挙がることになった。KDDI副社長の東海林崇はahamoについて、「NTTドコモ全体のサービス設計が分かっていないので詳細なコメントはできない」と答えた上でauとUQ mobile、近日提供を予定しているオンライン特化型のMVNO「KDDI Digital Life」といった、複数ブランドによる対抗策を検討していることを示唆していた。
しかし、KDDIとしてもahamo・SoftBank on LINE（当時）の登場や前述の料金プラン批判を受けて、方針転換を行わざるを得ない形となり、新料金プランによる対抗策を導入する必要性に迫られていた。
2020年の菅政権発足時には日本は「世界で2番目に高い通信料金」と指摘されていたが、2022年1月には日本・アメリカ・イギリス・フランス・ドイツ・韓国の6か国中最安値となったと報道されている。
2021年9月の「povo2.0」移行時に条件付きではあるが、「月額0円」のプランを開始し、話題を呼んだ。KDDIによると、2022年5月の時点で本サービスに約120万人が加入している。
2022年5月13日、楽天モバイルは料金プランを改定し、「1GB以下は月額0円」を廃止することを発表した。これを受け、本サービスへの申し込みが通常時の約2.5倍に急増したことを同月18日にKDDI社長の高橋誠が明らかにした。

## 料金プラン

### povo1.0
- 20GBで月額2,480円（消費税・ユニバーサルサービス料金・電話リレーサービス料金別）。
  - ドコモのahamoとは異なり、通話はすべて有料（20円/30秒）。
  - データ通信量が20GBを超過すると、通信速度が最大1Mbpsに制限される。
  - オプションとして、月額500円で5分以内の国内通話が無料になる「5分以内通話かけ放題」、月額1,500円で国内通話が時間無制限で無料になる「通話かけ放題」、200円で24時間データ通信が使い放題になる「データ使い放題 24時間」を用意。
    - auではこれを「トッピング」としており、自分仕様にカスタマイズが出来ることを売りにしている。また今後様々なトッピングを追加していく予定としている[25]。

  - サービス開始後当面は、「au」および「UQ mobile」と「povo」間の移行時に、契約解除料、番号移行手数料、新規事務手数料 （UQ mobileではSIMパッケージ料金）が請求され、翌月以降に移行先の料金から割引するとしている。
  - auスマートバリュー・家族割・スマイルハート割引などの各種割引サービスは対象外となる[1]。
    - なお、家族割プラスも対象外としていたが、2021年夏までのプラン加入者に限り、家族人数のカウント対象にすることを2021年2月25日に発表した[1]。

  - auの契約期間は引き継がない[1]。

なお、povoは2021年9月29日のpovo2.0開始をもって「povo1.0」に名称を変更し、同時に新規申し込み受付を終了した。

### povo2.0
データ通信20GBのワンプランだったpovo1.0に対し、2021年9月29日にサービスを開始したpovo2.0は、月額料金0円の基本プランに各種のトッピングを組み合わせる料金プランに再編された。同じ20GBをトッピングしても使い切ると128kbpsに落ちるため、使い切った後1Mbpsだったpovo1.0とは異なる。月額課金のトッピングと日数単位のトッピングは別個でクレジットカードまたはPaidyに請求される。使用前にトッピングを申し込む使い方はプリペイド方式に近いとも言える。
2022年12月2日、当面無料とされて来た契約事務手数料を2022年12月20日申し込み分から1年間に6回線以上新規契約する場合に限り設定（1回線あたり3,500円※税込3,850円）される事が発表された。
「#ギガ活」については、au PAYでの支払いに連動したものは2024年6月30日で終了、またタウンWiFi by GMOとの提携も終了され、サービスが大幅に縮小された。
2024年11月19日、ローソンに来店すると100MBのデータ容量を無料で入手できる「povo Data Oasis」を開始した。1日に1回まで入手でき、1か月で最大10回、1GBまで入手することができる。ローソンとの取り組みについての詳細はこちらを参照。
基本プラン
価格は、特記がある場合を除いて税別。
- 月額料金：0円
- データ通信：容量無制限・最大通信速度 128kbps（データトッピング未購入時）
- 国内通話：20円／30秒、SMS送信：3円／通[注釈 2]
  - 180日間トッピングの購入がないと順次利用停止となる。ただし、この期間の従量通話料とSMS送信料の合計額が税込660円を超える場合は除く。利用停止から30日間トッピングの購入がないと契約解除となる[23]。
  - ユニバーサルサービス料・電話リレーサービス料はトッピングを購入した月のみ発生するが、当分の間は徴収しない。

トッピング（高速データ通信）
データトッピング・データ使い放題トッピングが随時追加されている。詳細は公式サイトを参照。
この他にも、期間限定のデータトッピングや、他社とのコラボトッピング（後述）も販売する。
トッピング（国内通話）
- 5分以内通話かけ放題：月額 500円（税込550円）
- 通話かけ放題：月額 1,500円（税込1,650円）
- 留守番電話サービス：月額300円（税込330円）

トッピング（コンテンツ）
- DAZN使い放題パック：7日間 841円（税込925円）（新規受付終了）
- smash.使い放題パック：24時間 200円（税込220円）（新規受付終了）

トッピング（サポート）
- スマホ故障サポート：月額 755円（税込830円）（新規受付終了　契約中のユーザーは継続利用可）

コラボトッピング
上記のトッピング以外に、何らかのサービスや商品券とデータ容量がセットになったコラボトッピングがある。例として、500円分の商品券と300MBのデータ容量がセットで500円というように、商品券を買うと実質的にデータ容量が無料でもらえるようなものもある。後述のローソンでも行われている。

### povo2.0（データ専用）
2024年3月27日サービス開始。SMS不可のデータ通信専用とすることにより申込時に本人確認手続きが不要となっている。eSIM限定で物理SIMには対応していない。本人確認不要の代わりなのかpovo2.0データ専用はeSIM再発行が一切できず機種変更の場合は新規契約となる。eSIMクイック転送にも対応していない。
基本プランと多くのデータトッピングは通常のpovo2.0と共通となっているが、海外データトッピングはpovo2.0データ専用では購入できない。申込時には特定のトッピング（24時間データ使い放題、または0.3GB《365日間有効》、いずれも300円）を同時に購入する必要がある。

## サービス仕様

### サービス可否
- 法人については加入できない[1]。
  - 未成年者について、povo1.0では契約できなかったが[1]、povo2.0では13歳以上であれば契約可（親権者の同意が必要。また、データ専用は18歳以上のみ）。
- キャリアメールは提供しない[1]。
  - なお、au既存契約者に関してはオプション契約扱いでpovo変更後もauのメールアドレスが利用できる「auメール持ち運び」を2021年12月20日から開始することを同月15日に発表した[38]。
- 留守番電話・着信転送のサービスは従来行っていなかったが、2024年5月より提供を開始。[39]
- ウォッチナンバー
  - その後、2021年12月21日からauショップやau Styleにおいて、別途「ウォッチナンバープラン」を申し込むことで利用できるようになったことを同日発表した[40]。
- 国際ローミング
  - 国際ローミングはpovoのサービス開始以来長らく提供されていなかったが、2023年7月に提供を開始することを発表。音声通話とSMSは2023年7月20日から、データ通信は同年8月1日から順次提供。[41]
  - 国際ローミング専用のトッピングを購入してデータ通信を行う。[注釈 3]
  - povo2.0データ専用では海外データトッピングを購入できず海外ローミングを利用できない。

- auかんたん決済（キャリア決済）は、povo1.0では利用可能[1]。povo2.0ではサービス開始当初は利用できなかったが、2022年12月20日から一部のサービスを除き、利用できるようになった[42]。
- auからpovoにプラン変更後もauスマートパス→Pontaパスは継続して利用できる[1]。
- auから番号移行する場合、auで加入していた端末保障サービス[注釈 4]は2022年5月17日以降にauから番号移行した場合は契約が継続され、解約を希望する際は手続きが必要。[43]
- 料金の支払い方法はサービス開始当初はクレジットカードのみだったが、2024年1月23日からPaidy経由で口座振替やコンビニ、銀行振込で支払いできるようになった[44]。

### 対応端末
- auが提供しているVoLTE対応のAndroid端末とiPhone 8以降のiOS端末が対応となる[1]。2022年3月からはiPadの一部も対応機種に追加された[45]。

### サービスエリア
- au 4G LTE、5Gのエリア。5Gには、2021年9月14日から対応している[46]。

### ローソンと連携した取り組み
KDDIと三菱商事の共同経営体制となったローソンとpovo2.0とのタイアップとして、商品券とデータトッピングがセット購入できたり、ローソンの商品とデータトッピングがセット購入できる「povo shop」や、ローソンに来店するごとに100MBのデータを1日に1回、1ヶ月に10回（1GB）まで無料でチャージできる「povo Data Oasis」などが実施されている。また、2025年2月25日からローソンの店頭でデータ専用のeSIM「ギガチャージカード」が販売されている。種類は、データ使い放題（24時間）、3GB（30日間）、20GB（30日間）の3種。

## 申し込み方法
- 2022年5月現在、専用ウェブサイト、公式アプリでの申し込み並びにAmazon.co.jpでのエントリーコード販売[49]のみで、auショップなど店頭では受付不可となっている。
- eSIMにも対応しているが、データ専用契約に限り再発行が不可となっている（機種変更の場合は一旦解約のうえ新たに契約を要する）[50]。

## 諸問題

### 通信障害
- 2022年7月2日未明から全国で携帯電話の通話やデータ通信が繋がりにくくなった。また、KDDIの回線を使用しているauやUQ mobile、MVNOや、一部回線を利用している楽天モバイルでも障害が発生した[51]。

## 反響

### 政界の反応
- 総務大臣である武田良太は、2021年1月15日・19日の閣議後記者会見でKDDIの新料金プランについて触れ、前述の5分間の通話無料オプション化により、他の2社よりも500円安くなっていることについて、「音声通話をあまり利用されない方にとってはありがたい制度」と述べ、料金プラン自体や選択肢が増えることについては評価しつつも、KDDI社長の髙橋誠が「最安値を目指した」と言及したことについて、「最安値と言いながら、（無料通話オプションを適用させた場合は）結局他社と同じ値段。もっと分かりやすいやり方を考えていただきたい」と述べ、KDDIの表記が消費者に対して誤認を招きかねないと指摘し、同社を批判した[8][52]。

### メディアの反応
- 「povo2.0」に対しては批判的な意見もある。ITmediaのライター・小寺信良は「1か月単位でなく日付単位になったために毎月毎月ちょっとずつ日にちがずれていくことになる」「考えて利用すればトータルでは価格が下がるかもしれないが、何をどうすればお得なのかを利用者側に丸投げした時点で、分かりやすさは後退したともいえる。」と評している[53]。
- 日経ビジネスの記者である佐藤嘉彦は「povo2.0」を「（povo1.0は）菅義偉政権の発足後に慌てて始めた『官製プラン』。菅首相の退陣を見計らったかのように、3月のサービス開始から半年で見直す。」「月20ギガのプランが利用実態に合っていなかった」と評した[10]。

## CMイメージキャラクター
「povo DANCE」編
- 田中芽衣

「povo2.0 START!」編
- 霜降り明星
- 空気階段
- コウテイ
- えりなっち
- ハラミちゃん

「povo姉の使い切ったら」編
- 広瀬アリス
- 鈴鹿央士